# Накельниця
Накельниця (пол. Nakielnica) — село в Польщі, у гміні Александрув-Лодзький Зґерського повіту Лодзинського воєводства.
Населення — 242 особи (2011).

## Демографія
Демографічна структура станом на 31 березня 2011 року:
|          | Загалом | Допрацездатний вік | Працездатний вік | Постпрацездатний вік |
| -------- | ------- | ------------------ | ---------------- | -------------------- |
| Чоловіки | 125     | 26                 | 93               | 6                    |
| Жінки    | 117     | 20                 | 81               | 16                   |
| Разом    | 242     | 46                 | 174              | 22                   |